# مارانو اکوو
مارانو اکوو (به ایتالیایی: Marano Equo) یک کومونه در ایتالیا است که در استان رم واقع شده‌است.

## خصوصیات
مارانو اکوو ۷٫۶ کیلومترمربع مساحت و ۷۸۳ نفر جمعیت دارد و ۴۵۰ متر بالاتر از سطح دریا واقع شده‌است.